# Plopeni

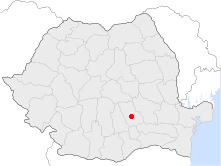
Localização de Plopeni, ao norte de Bucareste.

Plopeni é uma cidade da Romênia com 10.083 habitantes, localizada no judeţ (distrito) de Prahova.